# 동리·목월문학상
동리·목월문학상은 경주시가 주최하고 사단법인 동리·목월기념사업회가 주관하는 문학상으로 소설가 김동리, 시인 박목월을 기리는 대한민국의 문학상이다. 소설만을 대상으로 한 김동리문학상은 1998년부터 김동리기념사업회에서 주관해서 시상을 했었는데, 제11회부터 기존의 김동리문학상을 동리문학상으로, 시 부문 목월문학상을 신설해 함께 시상한다.
초기 상금은 1,000만 원이었고 현재는 7,000만 원이다. 시상식은 매년 12월 경주에서 열린다.

## 역대 수상 작품
| 회     | 수상 연도 | 구분         | 소설부문                          | 시부문 |
| ------ | --------- | ------------ | --------------------------------- | ------ |
| 제1회  | 1998년    | 김동리문학상 | 서정인 《베네치아에서 만난 사람》 |        |
| 제2회  | 1999년    | 김동리문학상 | 박상륭 《평심》                   |        |
| 제3회  | 2000년    | 김동리문학상 | 정연희 《바위눈물》               |        |
| 제4회  | 2001년    | 김동리문학상 | 박범신 《향기로운 우물이야기》    |        |
| 제5회  | 2002년    | 김동리문학상 |                                   |        |
| 제6회  | 2003년    | 김동리문학상 | 송기원 《사람의 향기》            |        |
| 제7회  | 2004년    | 김동리문학상 | 김용성 《기억의 가면》            |        |
| 제8회  | 2005년    | 김동리문학상 | 최일남 《석류》                   |        |
| 제9회  | 2006년    | 김동리문학상 | 한승원 《원효》                   |        |
| 제10회 | 2007년    | 김동리문학상 | 윤후명 《새의 말을 듣다》         |        |

| 회     | 수상 연도 | 구분            | 소설부문                                                 | 시부문                                |
| ------ | --------- | --------------- | -------------------------------------------------------- | ------------------------------------- |
| 제11회 | 2008년    | 동리·목월문학상 | 이제하 《능라도에서 생긴 일》                            | 허영자 《은의 무게만큼》              |
| 제12회 | 2009년    | 동리·목월문학상 | 박상우 《인형의 마을》                                   | 허만하 《바다의 성분》                |
| 제13회 | 2010년    | 동리·목월문학상 | 한강 《바람이 분다,가라》                                | 이건청 《반구대 암각화 앞에서》       |
| 제14회 | 2011년    | 동리·목월문학상 | 최인호 《낯익은 타인들의 도시》                          | 조정권 《고요로의 초대》              |
| 제15회 | 2012년    | 동리·목월문학상 | 이문열 《리투아니아 여인》                               | 오세영 《마른하늘에서 치는 박수소리》 |
| 제16회 | 2013년    | 동리·목월문학상 | 강석경 《신성한 봄》                                     | 유안진 《걸어서 에덴까지》            |
| 제17회 | 2014년    | 동리·목월문학상 | 복거일 《한가로운 걱정들을 직업적으로 하는 사내의 하루》 | 김명인 《여행자 나무》                |
| 제18회 | 2015년    | 동리·목월문학상 | 권여선                                                   | 문정희                                |
| 제19회 | 2016년    | 동리·목월문학상 | 이순원                                                   | 문인수                                |
| 제20회 | 2017년    | 동리·목월문학상 | 김숨                                                     | 송재학                                |